# 排序投票制
排序投票制（ranked voting），又稱選擇排序投票制、選擇投票制，指任何以排序（優先、偏好）選票選舉多於一個候選人或選擇的投票制度。排序投票制將選擇以序數尺度排序，即第一、第二、第三等等。排序投票制與基數投票制不同。在基數投票制中，選民對候選人進行獨立評分，而非排序。

## 參閱
- 排序複選制